# Валуа (графство)
Валуа́ (фр. Valois, лат. pagus valensis) — небольшое графство в средневековой Франции, в провинции Иль-де-Франс. Столицей графства сначала был город Вёз (Vez), затем — Крепи-ан-Валуа (Crépy-en-Valois).
Территория бывшего графства сейчас разделена между департаментами Эна (Aisne) и Уаза (Oise).
Исторически графство Валуа было уделом, достававшимся младшим отпрыскам дома Капетингов.